# Convocazioni per il campionato europeo femminile di calcio 2001
Questa pagina elenca le giocatrici convocate per il campionato europeo femminile di calcio di Germania 2001.

## Gruppo A

### Germania
Selezionatrice:  Tina Theune-Meyer
| N. | Pos. | Giocatore          | Data nascita (età)          | Pres. | Reti | Squadra                  |
| -- | ---- | ------------------ | --------------------------- | ----- | ---- | ------------------------ |
| 1  | P    | Silke Rottenberg   | 25 gennaio 1972 (29 anni)   |       |      | Brauweiler Pulheim       |
| 2  | D    | Kerstin Stegemann  | 29 settembre 1977 (23 anni) |       |      | Heike Rheine             |
| 3  | D    | Linda Bresonik     | 7 dicembre 1983 (17 anni)   |       |      | 2001 Duisburg            |
| 4  | D    | Steffi Jones       | 22 dicembre 1972 (28 anni)  |       |      | 1. FFC Francoforte       |
| 5  | D    | Doris Fitschen (c) | 25 ottobre 1968 (32 anni)   |       |      | Philadelphia Charge      |
| 6  | A    | Maren Meinert      | 5 agosto 1973 (27 anni)     |       |      | Boston Breakers          |
| 7  | C    | Pia Wunderlich     | 26 gennaio 1975 (26 anni)   |       |      | 1. FFC Francoforte       |
| 8  | A    | Sandra Smisek      | 3 luglio 1977 (23 anni)     |       |      | FSV Francoforte          |
| 9  | A    | Birgit Prinz       | 25 ottobre 1977 (23 anni)   |       |      | 1. FFC Francoforte       |
| 10 | C    | Bettina Wiegmann   | 7 ottobre 1971 (29 anni)    |       |      | Boston Breakers          |
| 11 | A    | Martina Müller     | 18 aprile 1980 (21 anni)    |       |      | Bad Neuenahr             |
| 12 | A    | Claudia Müller     | 21 maggio 1974 (27 anni)    |       |      | WSV Wolfsburg-Wendschott |
| 13 | D    | Sandra Minnert     | 7 aprile 1973 (28 anni)     |       |      | 1. FFC Francoforte       |
| 14 | D    | Madleen Wilder     | 6 luglio 1980 (20 anni)     |       |      | Turbine Potsdam          |
| 15 | C    | Navina Omilade     | 3 novembre 1981 (19 anni)   |       |      | Brauweiler Pulheim       |
| 16 | C    | Renate Lingor      | 11 ottobre 1975 (25 anni)   |       |      | 1. FFC Francoforte       |
| 17 | D    | Ariane Hingst      | 25 luglio 1979 (21 anni)    |       |      | Turbine Potsdam          |
| 18 | A    | Petra Wimbersky    | 9 novembre 1982 (18 anni)   |       |      | Bayern Monaco            |
| 19 | D    | Tina Wunderlich    | 10 ottobre 1977 (23 anni)   |       |      | 1. FFC Francoforte       |
| 20 | P    | Nadine Angerer     | 10 novembre 1978 (22 anni)  |       |      | Turbine Potsdam          |

### Svezia
Selezionatrice:  Marika Domanski-Lyfors
| N. | Pos. | Giocatore           | Data nascita (età)         | Pres. | Reti | Squadra           |
| -- | ---- | ------------------- | -------------------------- | ----- | ---- | ----------------- |
| 1  | P    | Caroline Jönsson    | 22 novembre 1977 (23 anni) |       |      | Malmö FF          |
| 2  | D    | Karolina Westberg   | 16 maggio 1978 (23 anni)   |       |      | Malmö FF          |
| 3  | D    | Jane Törnqvist      | 09 maggio 1975 (26 anni)   |       |      | Älvsjö AIK        |
| 4  | D    | Hanna Marklund      | 26 novembre 1977 (23 anni) |       |      | Umeå IK           |
| 5  | C    | Kristin Bengtsson   | 12 gennaio 1970 (31 anni)  |       |      | San Diego Spirit  |
| 6  | C    | Malin Moström       | 01 agosto 1975 (25 anni)   |       |      | Umeå IK           |
| 7  | D    | Sara Larsson        | 13 maggio 1975 (26 anni)   |       |      | Malmö FF          |
| 8  | C    | Tina Nordlund       | 19 marzo 1977 (24 anni)    |       |      | Umeå IK           |
| 9  | C    | Malin Andersson (c) | 04 maggio 1973 (28 anni)   |       |      | Älvsjö AIK        |
| 10 | A    | Hanna Ljungberg     | 08 gennaio 1979 (22 anni)  |       |      | Umeå IK           |
| 11 | A    | Victoria Svensson   | 18 maggio 1975 (26 anni)   |       |      | Älvsjö AIK        |
| 12 | P    | Ulla-Karin Thelin   | 19 febbraio 1977 (24 anni) |       |      | Umeå IK           |
| 13 | D    | Sofia Eriksson      | 11 maggio 1979 (22 anni)   |       |      | Umeå IK           |
| 14 | C    | Linda Fagerström    | 17 marzo 1977 (24 anni)    |       |      | Hammarby          |
| 15 | C    | Therese Sjögran     | 08 aprile 1977 (24 anni)   |       |      | Kristianstads DFF |
| 16 | A    | Elin Flyborg        | 05 ottobre 1976 (24 anni)  |       |      | Djurgården        |
| 17 | A    | Therese Lundin      | 3 marzo 1979 (22 anni)     |       |      | Malmö FF          |
| 18 | D    | Frida Östberg       | 10 dicembre 1977 (23 anni) |       |      | Umeå IK           |
| 19 | D    | Sara Call           | 16 luglio 1977 (23 anni)   |       |      | Bälinge           |
| 20 | A    | Sara Johansson      | 23 gennaio 1980 (21 anni)  |       |      | Djurgården        |

### Russia
Selezionatore:  Jurij Bystrickij
| N. | Pos. | Giocatore               | Data nascita (età)         | Pres. | Reti | Squadra          |
| -- | ---- | ----------------------- | -------------------------- | ----- | ---- | ---------------- |
| 1  | P    | Svetlana Pet'ko         | 6 giugno 1970 (31 anni)    |       |      | CSK VVS Samara   |
| 2  | D    | Ol'ga Karasëva          | 30 aprile 1977 (24 anni)   |       |      | CSK VVS Samara   |
| 3  | D    | Marina Burakova         | 8 maggio 1966 (35 anni)    |       |      | Ėnergija Voronež |
| 4  | D    | Elena Žihareva          | 8 luglio 1974 (26 anni)    |       |      | Rjazan'-VDV      |
| 5  | D    | Natal'ja Filippova      | 7 febbraio 1975 (26 anni)  |       |      | CSK VVS Samara   |
| 6  | C    | Galina Komarova         | 12 agosto 1977 (23 anni)   |       |      | CSK VVS Samara   |
| 7  | C    | Tat'jana Egorova        | 10 marzo 1970 (31 anni)    |       |      | Lada Togliatti   |
| 8  | A    | Irina Grigor'eva (c)    | 21 febbraio 1972 (29 anni) |       |      | CSK VVS Samara   |
| 9  | C    | Aleksandra Svetlickaja  | 20 agosto 1971 (29 anni)   |       |      | Lada Togliatti   |
| 10 | A    | Natal'ja Barbašina      | 26 agosto 1973 (27 anni)   |       |      | Rjazan'-VDV      |
| 11 | A    | Ol'ga Letjušova         | 29 dicembre 1975 (25 anni) |       |      | Rjazan'-VDV      |
| 12 | P    | Larisa Kapitonova       | 4 maggio 1970 (31 anni)    |       |      | Rjazan'-VDV      |
| 13 | C    | Oksana Šmačkova         | 20 giugno 1981 (20 anni)   |       |      | Rjazan'-VDV      |
| 14 | D    | Natal'ja Karasëva       | 30 aprile 1977 (24 anni)   |       |      | Lada Togliatti   |
| 15 | C    | Elena Fomina            | 5 aprile 1979 (22 anni)    |       |      | Čertanovo        |
| 16 | A    | Ol'ga Kremlëva          | 9 ottobre 1974 (26 anni)   |       |      | CSK VVS Samara   |
| 17 | C    | Tat'jana Skotnikova     | 27 novembre 1978 (22 anni) |       |      | Lada Togliatti   |
| 18 | C    | Anastasija Pustovojtova | 10 febbraio 1981 (20 anni) |       |      | Rjazan'-VDV      |
| 19 | D    | Julija Isaeva           | 30 giugno 1977 (23 anni)   |       |      | CSK VVS Samara   |
| 20 | P    | Natal'ja Pičugova       | 16 maggio 1979 (22 anni)   |       |      | Čertanovo        |

### Inghilterra
Selezionatrice:  Hope Powell
| N. | Pos. | Giocatore        | Data nascita (età)          | Pres. | Reti | Squadra             |
| -- | ---- | ---------------- | --------------------------- | ----- | ---- | ------------------- |
| 1  | P    | Pauline Cope     | 16 febbraio 1969 (32 anni)  |       |      | Charlton Athletic   |
| 2  | D    | Danielle Murphy  | 04 giugno 1981 (20 anni)    |       |      | Florida Gators      |
| 3  | D    | Rachel Unitt     | 05 giugno 1982 (19 anni)    |       |      | Everton             |
| 4  | C    | Becky Easton     | 16 aprile 1974 (27 anni)    |       |      | Doncaster Belles    |
| 5  | D    | Mo Marley (c)    | 31 gennaio 1967 (34 anni)   |       |      | Everton             |
| 6  | D    | Katie Chapman    | 15 giugno 1982 (19 anni)    |       |      | Fulham              |
| 7  | C    | Karen Burke      | 14 giugno 1971 (30 anni)    |       |      | Doncaster Belles    |
| 8  | C    | Tara Proctor     | 31 gennaio 1971 (30 anni)   |       |      | Charlton Athletic   |
| 9  | A    | Kelly Smith      | 29 ottobre 1978 (22 anni)   |       |      | Philadelphia Charge |
| 10 | A    | Angela Banks     | 23 dicembre 1975 (25 anni)  |       |      | Arsenal             |
| 11 | C    | Sue Smith        | 24 novembre 1979 (21 anni)  |       |      | Tranmere Rovers     |
| 12 | D    | Faye White       | 02 febbraio 1978 (23 anni)  |       |      | Arsenal             |
| 13 | P    | Leanne Hall      | 19 maggio 1980 (21 anni)    |       |      | Doncaster Belles    |
| 14 | D    | Julie Fletcher   | 28 settembre 1974 (26 anni) |       |      | Charlton Athletic   |
| 15 | C    | Samantha Britton | 08 dicembre 1973 (27 anni)  |       |      | Everton             |
| 16 | A    | Marieanne Spacey | 13 dicembre 1966 (34 anni)  |       |      | Arsenal             |
| 17 | A    | Rachel Yankey    | 01 novembre 1979 (21 anni)  |       |      | Fulham              |
| 18 | A    | Karen Walker     | 29 luglio 1969 (31 anni)    |       |      | Doncaster Belles    |
| 19 | C    | Vicky Exley      | 22 ottobre 1975 (25 anni)   |       |      | Doncaster Belles    |
| 20 | P    | Rachel Brown     | 02 luglio 1980 (20 anni)    |       |      | Pittsburgh Panthers |

## Gruppo B

### Danimarca
Selezionatore:  Poul Højmose
| N. | Pos. | Giocatore             | Data nascita (età)          | Pres. | Reti | Squadra          |
| -- | ---- | --------------------- | --------------------------- | ----- | ---- | ---------------- |
| 1  | P    | Heidi Johansen        | 9 giugno 1983 (18 anni)     |       |      | Odense           |
| 2  | D    | Ulla Knudsen          | 21 giugno 1976 (25 anni)    |       |      | HEI Aarhus       |
| 3  | D    | Katrine Pedersen      | 13 aprile 1977 (24 anni)    |       |      | HEI Aarhus       |
| 4  | D    | Lene Terp (c)         | 15 aprile 1973 (28 anni)    |       |      | Odense           |
| 5  | D    | Gitte Andersen        | 28 aprile 1977 (24 anni)    |       |      | Brøndby          |
| 6  | C    | Cathrine Sørensen     | 14 giugno 1978 (23 anni)    |       |      | Brøndby          |
| 7  | D    | Julie Hauge Andersson | 2 gennaio 1970 (31 anni)    |       |      | Odense           |
| 8  | A    | Lene Jensen           | 17 marzo 1976 (25 anni)     |       |      | HEI Aarhus       |
| 9  | A    | Christina Petersen    | 17 settembre 1974 (26 anni) |       |      | Fortuna Hjørring |
| 10 | A    | Gitte Krogh           | 13 maggio 1977 (24 anni)    |       |      | Odense           |
| 11 | A    | Merete Pedersen       | 30 giugno 1973 (27 anni)    |       |      | Odense           |
| 12 | C    | Nadia Kjeldgaard      | 2 novembre 1978 (22 anni)   |       |      | HEI Aarhus       |
| 13 | A    | Julie Rydahl Bukh     | 9 gennaio 1981 (20 anni)    |       |      | Vejle            |
| 14 | C    | Lise Søndergaard      | 27 ottobre 1973 (27 anni)   |       |      | HEI Aarhus       |
| 15 | D    | Mitzi Møller          | 2 ottobre 1979 (21 anni)    |       |      | Hillerød         |
| 16 | P    | Tine Cederkvist       | 21 marzo 1979 (22 anni)     |       |      | Hillerød         |
| 17 | C    | Christina Bonde       | 28 settembre 1973 (27 anni) |       |      | Fortuna Hjørring |
| 18 | A    | Mette Jokumsen        | 11 febbraio 1977 (24 anni)  |       |      | HEI Aarhus       |
| 19 | C    | Anja Møller           | 11 maggio 1978 (23 anni)    |       |      | Hillerød         |
| 20 | A    | Janne Madsen          | 12 marzo 1978 (23 anni)     |       |      | Fortuna Hjørring |

### Norvegia
Selezionatore:  Åge Steen
| N. | Pos. | Giocatore            | Data nascita (età)         | Pres. | Reti | Squadra          |
| -- | ---- | -------------------- | -------------------------- | ----- | ---- | ---------------- |
| 1  | P    | Bente Nordby         | 23 luglio 1974 (26 anni)   |       |      | Carolina Courage |
| 2  | D    | Brit Sandaune        | 5 giugno 1972 (29 anni)    |       |      | Trondheims-Ørn   |
| 3  | D    | Gøril Kringen (c)    | 28 gennaio 1972 (29 anni)  |       |      | Trondheims-Ørn   |
| 4  | D    | Anne Tønnessen       | 18 marzo 1974 (27 anni)    |       |      | Kolbotn          |
| 5  | D    | Bente Kvitland       | 23 giugno 1974 (27 anni)   |       |      | Trondheims-Ørn   |
| 6  | C    | Hege Riise           | 18 luglio 1969 (31 anni)   |       |      | Carolina Courage |
| 7  | C    | Solveig Gulbrandsen  | 12 gennaio 1981 (20 anni)  |       |      | Kolbotn          |
| 8  | C    | Monica Knudsen       | 25 marzo 1975 (26 anni)    |       |      | Asker            |
| 9  | A    | Ragnhild Gulbrandsen | 22 febbraio 1977 (24 anni) |       |      | Trondheims-Ørn   |
| 10 | C    | Unni Lehn            | 07 giugno 1977 (24 anni)   |       |      | Trondheims-Ørn   |
| 11 | A    | Margunn Haugenes     | 25 gennaio 1970 (31 anni)  |       |      | Fulham           |
| 12 | P    | Ingeborg Hovland     | 3 ottobre 1969 (31 anni)   |       |      | Klepp            |
| 13 | D    | Henriette Viker      | 5 agosto 1973 (27 anni)    |       |      | Asker            |
| 14 | A    | Dagny Mellgren       | 19 giugno 1976 (25 anni)   |       |      | Boston Breakers  |
| 15 | D    | Ane Stangeland       | 02 giugno 1980 (21 anni)   |       |      | Klepp            |
| 16 | C    | Christine Bøe Jensen | 3 giugno 1975 (26 anni)    |       |      | Kolbotn          |
| 17 | A    | Anita Rapp           | 24 luglio 1977 (23 anni)   |       |      | Asker            |
| 18 | A    | Linda Ørmen          | 22 marzo 1977 (24 anni)    |       |      | Kolbotn          |
| 19 | D    | Anne Bugge-Paulsen   | 29 giugno 1979 (21 anni)   |       |      | Arna-Bjørnar     |
| 20 | C    | Trine Rønning        | 14 giugno 1982 (19 anni)   |       |      | Trondheims-Ørn   |

### Italia
Selezionatrice:  Carolina Morace
| N. | Pos. | Giocatore              | Data nascita (età)         | Pres. | Reti | Squadra           |
| -- | ---- | ---------------------- | -------------------------- | ----- | ---- | ----------------- |
| 1  | P    | Giorgia Brenzan (c)    | 21 agosto 1967 (33 anni)   |       |      | Foroni            |
| 2  | D    | Monica Caprini         | 15 maggio 1974 (27 anni)   |       |      | Ruco Line Lazio   |
| 3  | D    | Daniela Tavalazzi      | 8 agosto 1972 (28 anni)    |       |      | Torres Fo.S.      |
| 4  | D    | Giulia Perelli         | 23 aprile 1982 (19 anni)   |       |      | Pisa              |
| 5  | D    | Gioia Masia            | 22 gennaio 1977 (24 anni)  |       |      | Torres Fo.S.      |
| 6  | D    | Adele Frollani         | 4 agosto 1974 (26 anni)    |       |      | Ruco Line Lazio   |
| 7  | C    | Damiana Deiana         | 26 giugno 1970 (30 anni)   |       |      | Torres Fo.S.      |
| 8  | C    | Marina Pellizzer       | 8 febbraio 1972 (29 anni)  |       |      | Foroni            |
| 9  | A    | Patrizia Panico        | 8 febbraio 1975 (26 anni)  |       |      | Ruco Line Lazio   |
| 10 | C    | Tatiana Zorri          | 19 ottobre 1977 (23 anni)  |       |      | Ruco Line Lazio   |
| 11 | A    | Rita Guarino           | 31 gennaio 1971 (30 anni)  |       |      | Torres Fo.S.      |
| 12 | P    | Fabiana Comin          | 20 marzo 1970 (31 anni)    |       |      | Bardolino         |
| 13 | D    | Manuela Tesse          | 28 febbraio 1976 (25 anni) |       |      | Foroni            |
| 14 | C    | Federica D'Astolfo     | 27 ottobre 1966 (34 anni)  |       |      | Foroni            |
| 15 | D    | Anna Duò               | 8 agosto 1972 (28 anni)    |       |      | Ruco Line Lazio   |
| 16 | C    | Piera Cassandra Maglio | 30 gennaio 1976 (25 anni)  |       |      | Bardolino         |
| 17 | A    | Silvia Tagliacarne     | 8 agosto 1975 (25 anni)    |       |      | ACF Milan         |
| 18 | A    | Teresina Marsico       | 7 febbraio 1976 (25 anni)  |       |      | Gravina           |
| 19 | C    | Samantha Ceroni        | 26 febbraio 1973 (28 anni) |       |      | Ruco Line Lazio   |
| 20 | P    | Carla Brunozzi         | 20 aprile 1976 (25 anni)   |       |      | Atletico Oristano |

### Francia
Selezionatrice:  Élisabeth Loisel
| N. | Pos. | Giocatore                | Data nascita (età)          | Pres. | Reti | Squadra                |
| -- | ---- | ------------------------ | --------------------------- | ----- | ---- | ---------------------- |
| 1  | P    | Corinne Lagache          | 9 dicembre 1975 (25 anni)   |       |      | La Roche-sur-Yon       |
| 2  | D    | Emmanuelle Sykora        | 21 febbraio 1976 (25 anni)  |       |      | Olympique Lione        |
| 3  | D    | Élodie Woock             | 13 gennaio 1976 (25 anni)   |       |      | Tolosa                 |
| 4  | D    | Sabrina Viguier          | 4 gennaio 1981 (20 anni)    |       |      | Tolosa                 |
| 5  | D    | Corinne Diacre (c)       | 4 agosto 1974 (26 anni)     |       |      | Soyaux                 |
| 6  | C    | Sandrine Soubeyrand      | 16 agosto 1973 (27 anni)    |       |      | FCF Juvisy             |
| 7  | C    | Stephanie Mugneret-Beghe | 22 marzo 1974 (27 anni)     |       |      | FCF Juvisy             |
| 8  | C    | Gaëlle Blouin            | 14 agosto 1972 (28 anni)    |       |      | Tolosa                 |
| 9  | A    | Anne Zenoni              | 26 marzo 1971 (30 anni)     |       |      | Tolosa                 |
| 10 | C    | Françoise Jezequel       | 30 marzo 1970 (31 anni)     |       |      | Saint-Brieuc           |
| 11 | A    | Marinette Pichon         | 26 novembre 1975 (25 anni)  |       |      | Saint-Memmie Olympique |
| 12 | C    | Sarah M'Barek            | 13 ottobre 1977 (23 anni)   |       |      | La Roche-sur-Yon       |
| 13 | A    | Marie Kubiak             | 11 maggio 1981 (20 anni)    |       |      | Olympique Lione        |
| 14 | D    | Aline Riera              | 21 gennaio 1972 (29 anni)   |       |      | FCF Juvisy             |
| 15 | A    | Angélique Roujas         | 15 settembre 1974 (26 anni) |       |      | La Roche-sur-Yon       |
| 16 | P    | Céline Marty             | 30 marzo 1976 (25 anni)     |       |      | Tolosa                 |
| 17 | C    | Severine Lecoufle        | 31 marzo 1975 (26 anni)     |       |      | ES Cormelles           |
| 18 | A    | Hoda Lattaf              | 31 agosto 1978 (22 anni)    |       |      | La Roche-sur-Yon       |
| 19 | A    | Candie Herbert           | 4 giugno 1977 (24 anni)     |       |      | Soyaux                 |
| 20 | D    | Sonia Bompastor          | 8 giugno 1980 (21 anni)     |       |      | La Roche-sur-Yon       |